# 植物群落
植物群落（しょくぶつぐんらく、英: plant community, phytocoenosis, phytocenosis）とは、一定範囲の場所に生成し互いに連関している植物の個体群全体を指す。単に(生物学上の)群落ともいう。なお群生は同じ種類の植物が集まっている場合のみを指す。
ひとつの植物群落は、近辺の植物タイプの集合体とは別のものとして識別される。各植物群落を構成する植物は、土壌の質や地形、気候、また人の手による自然秩序破壊の程度により影響を受ける。ひとつのコミュニティの内にもしばしば異なる質の土壌がいくつか見られる。
フォレストコミュニティ（林群集）を構成するのは林冠層または高木層と呼ばれる、枝や葉で覆われた最上部の層と、下層である。下層はさらに分割され低木層、草本層、そして時にはコケ層に分けられる。複合林においては、下層はより細かく分類されることもある。

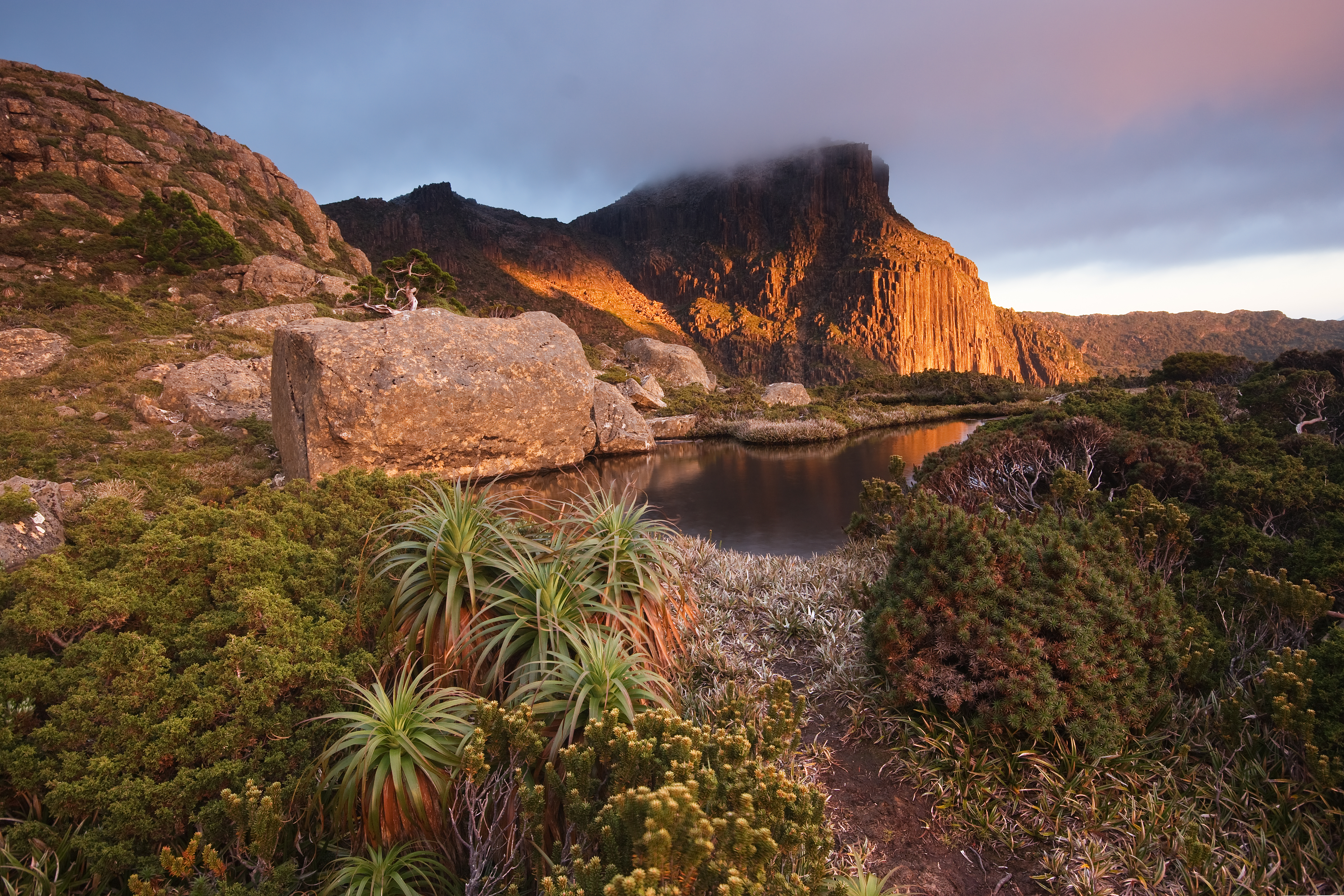
オーストラリアのタスマニア、High Shelf Camp に広がるヒースの大草原

## 例
コーカサス大草原北部の草地を例にとってみる。ここで多くみられるのはFestuca sulcata と Poa bulbosaである。また、ここのコミュニティでよく見られるスゲの種類はCarex shreberiである。その他の代表的な広葉の草本類として、Artemisia austriacaやPolygonum aviculareが挙げられる。
3層から成る植物群落の例としては、ニュージーランドの南島のCentral Westlandがある。この森林はマキ/広葉樹の森林としては国内最大規模の広がりを持つ。高木層にはミロ、リム、マウンテントタラなどが生育している。中間層に見られるのはCyathea smithiiやDicksonia squarrosaといったシダ類、そして最下層の着生植物にはAsplenium polyodon、 Tmesipteris tannensis、 Astelia solandri 、Blechnum discolorといったものが見られる。